# San Miguel de Balansat
San Miguel de Balansat, en catalán y oficialmente Sant Miquel de Balansat, es una población del municipio ibicenco de San Juan de Labritja (Islas Baleares, España), situada en el noreste de la isla. Es la parroquia más populosa del municipio, con 1.809 habitantes (2009), denominados miquelers/miqueleres. La población, diseminada, cuenta con varios núcleos urbanos: San Miguel, Puerto de San Miguel y es Pla Roig.
Destaca la iglesia de San Miguel, alzada sobre una colina, que recibe el nombre de Puig de Missa. Es del siglo XIV, convirtiéndose uno de los templos más antiguos de la isla. Posteriormente, en el XVI, se levantó una nave central, completada con dos capillas (la de Rubió y la de Benirràs), a finales del siglo XVII, donde destacan las pinturas al fresco de motivos florales y religiosos.
Al norte está el núcleo Puerto de San Miguel, que se encuentra sobre una estrecha y espectacular bahía sobre el Mediterráneo. En este lugar también destaca la Cueva de Can Marçà, antiguo refugio de contrabandistas.